# W9 (arma nuclear)

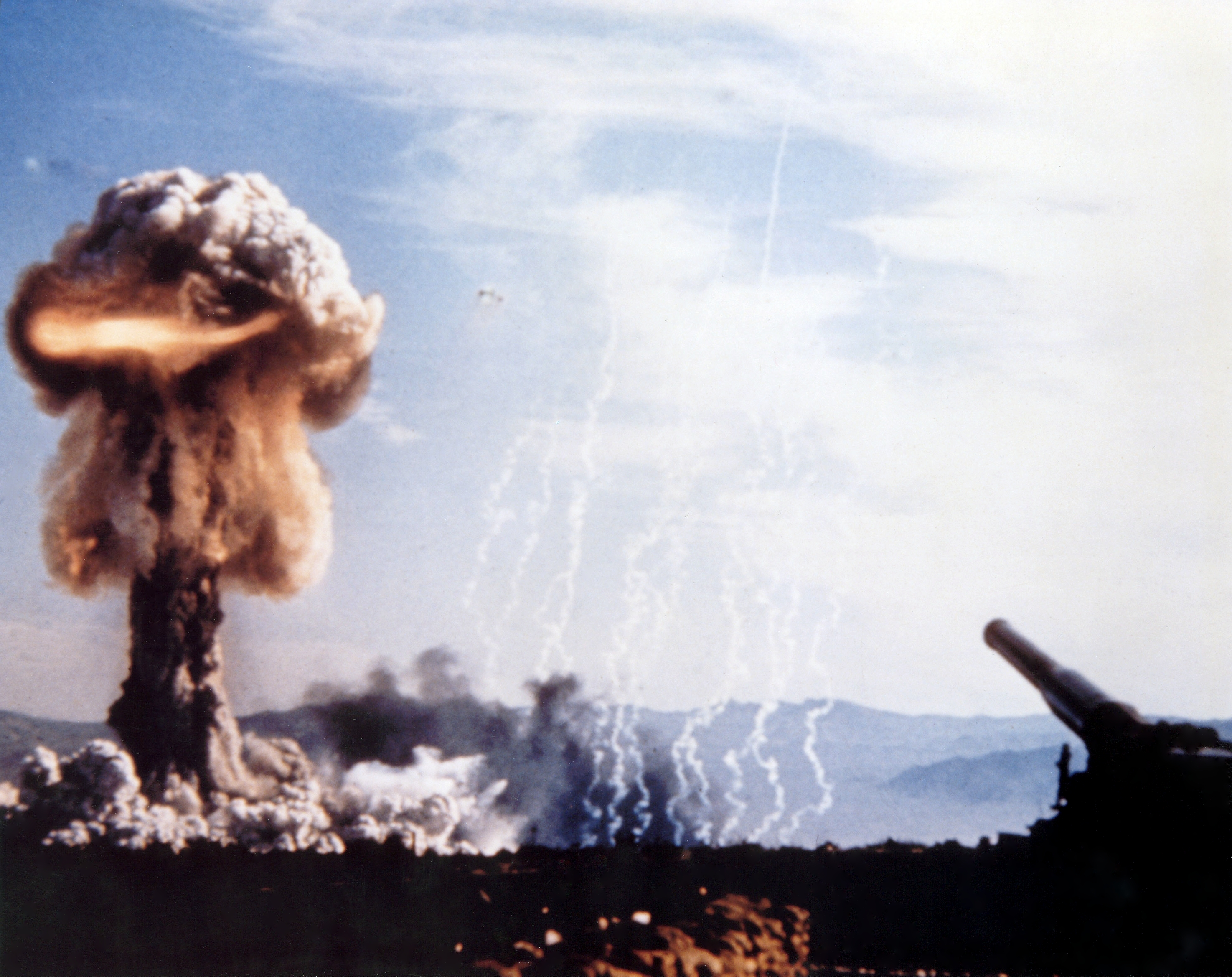
O teste Grable

W9 foi uma arma nuclear dos Estados Unidos, era do tipo de fissão pura utilizando o mecanismo balístico, o mesmo utilizado no Little Boy, foi produzido a partir de 1952 e foram reformados em 1957.

## Descrição
Era um projétil disparado por um canhão, podendo ser utilizado em frentes de guerra, e expandindo ainda os mecanismos de entrega de armas nucleares para além do dos mísseis lançados por terra, submarinos e aviões bombardeiros.
Ele tinha 28 centímetros de diâmetro, 138 centímetros de comprimento e pesava 364 quilos. com um rendimento de 15 quilotons de TNT
Ele continha 50 quilogramas de urânio altamente enriquecido. Com o fim do programa, as ogivas foram recicladas para armas portáteis para demolição.

## Testes
Foi feito um único teste, este foi chamado de Grable, este foi um dos únicos 4 tipos de detonações do mecanismo balístico.

## Referência
- Allbombs.html list of all US nuclear weapons models at nuclearweaponarchive.org